# Tando Velaphi
Tando Velaphi (17 d'abril de 1987) és un futbolista australià.

## Selecció d'Austràlia
Va formar part de l'equip olímpic australià als Jocs Olímpics d'estiu de 2008.